# 期望值 (量子力學)
在量子力學裏，重複地做同樣實驗，通常會得到不同的測量結果，期望值（expectation value）是理論平均值，可以用來預測測量結果的統計平均值。
量子力學顯露出一種內稟統計行為。同樣的一個實驗重複地做很多次，每次實驗的測量結果通常不會一樣，只有從很多次的實驗結果計算出來的統計平均值，才是可複製的數值。量子理論不能預測單次實驗的測量結果，量子理論可以用期望值來預測多次實驗得到的統計平均值。
採用狄拉克標記，假設量子系統的量子態為 {\displaystyle |\psi \rangle } ，則對於這量子態，可觀察量 {\displaystyle O} 的期望值 {\displaystyle \langle O\rangle } 定義為:24-25
{\displaystyle \langle O\rangle \ {\stackrel {def}{=}}\ \langle \psi |{\hat {O}}|\psi \rangle } ；
其中，{\displaystyle {\hat {O}}} 是對應於可觀察量 {\displaystyle O} 的算符。

## 量子力學形式論
雖然量子力學與古典力學計算實驗平均值的方法相同，但是，量子力學形式論裏對於可觀察量的數學表述與古典的測度論有很顯著的不同。對應於可觀察量的量子算符可能有很多本徵值，而測量結果只能是其中一個本徵值，而且，每一個本徵值出現的機會呈機率性。測量這個動作會將量子系統的量子態改變為對應於本徵值的本徵態，並且，在之後短暫片刻內，量子系統的量子態是這本徵態。
以數學表述，對應於可觀察量 {\displaystyle O} 的量子算符 {\displaystyle {\hat {O}}} 是一個厄米算符，量子態是以態向量的形式存在於向量空間。:11假設量子系統的量子態為 {\displaystyle |\psi \rangle } ，則對於這量子態，可觀察量 {\displaystyle O} 的期望值 {\displaystyle \langle O\rangle } 定義為:24-25
{\displaystyle \langle O\rangle \ {\stackrel {def}{=}}\ \langle \psi |{\hat {O}}|\psi \rangle } 。
假設算符 {\displaystyle {\hat {O}}} 的一組本徵態 {\displaystyle |e_{i}\rangle ,\quad i=1,\,2,\,3,\,\dots \ } 形成了一個具有正交歸一性的基底：
{\displaystyle \langle e_{i}|e_{j}\rangle =\delta _{ij}} ；
其中，{\displaystyle \delta _{ij}} 是克羅內克函數。
本徵態 {\displaystyle |e_{i}\rangle } 的本徵值為 {\displaystyle O_{i}} ：
{\displaystyle {\hat {O}}|e_{i}\rangle =O_{i}|e_{i}\rangle } 。
量子態 {\displaystyle |\psi \rangle } 可以展開為這些本徵態的線性組合：
{\displaystyle |\psi \rangle =\sum _{i}c_{i}|e_{i}\rangle } ；
其中，{\displaystyle c_{i}=\langle e_{i}|\psi \rangle } 是複係數，是在量子態 {\displaystyle |e_{i}\rangle } 裏找到量子態 {\displaystyle |\psi \rangle } 的機率幅。:50
應用全等式
{\displaystyle \sum _{i}|e_{i}\rangle \langle e_{i}|=1} ，
可觀察量 {\displaystyle O} 的期望值可以寫為
{\displaystyle {\begin{aligned}\langle O\rangle &=\langle \psi |{\hat {O}}|\psi \rangle \\&=\sum _{i,j}\langle \psi |e_{i}\rangle \langle e_{i}|{\hat {O}}|e_{j}\rangle \langle e_{j}|\psi \rangle \\&=\sum _{i,j}\langle \psi |e_{i}\rangle \langle e_{i}|e_{j}\rangle \langle e_{j}|\psi \rangle O_{i}\\&=\sum _{i}|\langle e_{i}|\psi \rangle |^{2}O_{i}\\\end{aligned}}} 。
這表達式很像是一個算術平均式，它表明了期望值的物理意義：本徵值 {\displaystyle O_{i}} 是實驗的可能結果，對應的係數 {\displaystyle |\langle e_{i}|\psi \rangle |^{2}=|c_{i}|^{2}} 是這結果可能會發生的機率。總合所有本徵值與其對應的機率係數的乘積，就可以得到期望值。

## 動力量子系統的期望值
當思考動力量子系統時，態向量 {\displaystyle |\psi \rangle } 或算符 {\displaystyle {\hat {O}}} ，兩者之中，任何一個，都可以設定為與時間有關，這決定於採用薛丁格繪景或海森堡繪景。不論選擇的是那一種繪景，最後求得的期望值都是相同的。
在海森堡繪景裏，算符被設定為與時間有關，而量子態則在初始時間 {\displaystyle t=0} 就被固定，與時間無關。另一種稱為薛丁格繪景的理論方法設定量子算符與時間無關，又設定量子態與時間有關。在概念方面或在數學方面，這兩種繪景等價，推導出的結果一樣。大多數初級量子力學教科書採用的是薛丁格繪景，通過生動活潑的量子態，學生可以迅速地瞭解量子系統如何隨著時間演變。海森堡繪景比較適用於研究一些像對稱性或守恆定律的基礎論題領域，例如量子場論，或者研究超大自由度系統的學術，例如統計力學。

## 系综平均值

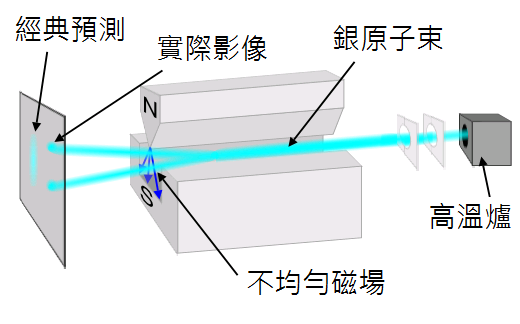
設定斯特恩-革拉赫實驗儀器的磁場方向為z-軸，入射的銀原子束可以被分裂成兩道銀原子束，每一道銀原子束代表一種量子態，上旋或下旋。

系綜是一組量子系統。概念而言，在系綜裏，量子系統的數量為無窮多。系綜又分為純系綜與混系綜。純系綜的每一個量子系統都具有同樣的量子態，這量子態也可以用來代表純系綜。前面幾節所論述的對象主要是純系綜。:178-185例如，從斯特恩-革拉赫實驗儀器分裂出來的兩道銀子束，一道是量子態為上旋的純系綜 {\displaystyle {\mathcal {E}}_{up}} ，另一道是量子態為下旋的純系綜 {\displaystyle {\mathcal {E}}_{down}} 。
混系綜的量子系統可以具有不同的量子態 {\displaystyle |\psi ^{(i)}\rangle } 。例如，在有一種混系綜 {\displaystyle {\mathcal {E}}_{mix}} 的所有量子系統裏，量子態為上旋的佔50%，量子態為上旋的佔50%。混系綜不能用單獨態向量設定，混系綜是用密度算符 {\displaystyle {\hat {\rho }}} 設定：
{\displaystyle {\hat {\rho }}=\sum _{i}w_{i}|\psi ^{(i)}\rangle \langle \psi ^{(i)}|} ；
其中，{\displaystyle w_{i}} 是找到量子態為 {\displaystyle |\phi _{i}\rangle } 的量子系統在系綜裏的機率。
- 純系綜 {\displaystyle {\mathcal {E}}_{up}} 的密度算符為 {\displaystyle |\uparrow \rangle \langle \uparrow |} 。
- 純系綜 {\displaystyle {\mathcal {E}}_{down}} 的密度算符為 {\displaystyle |\downarrow \rangle \langle \downarrow |} 。
- 混系綜 {\displaystyle {\mathcal {E}}_{mix}} 的密度算符為 {\displaystyle {\frac {1}{2}}(|\uparrow \rangle \langle \uparrow |+|\downarrow \rangle \langle \downarrow |)} 。

以算符 {\displaystyle {\hat {O}}} 的本徵態 {\displaystyle |e_{i}\rangle ,\quad i=1,\,2,\,3,\,\dots \ } 形成的基底來表示對應於密度算符的密度矩陣 {\displaystyle \rho } ：
{\displaystyle \rho _{jk}=\langle e_{j}|\rho |e_{k}\rangle =\sum _{i}w_{i}\langle e_{j}|\psi ^{(i)}\rangle \langle \psi ^{(i)}|e_{k}\rangle } ；
對於系綜測量可觀察量 {\displaystyle O} 得到的「系縱平均值」又稱為「系綜期望值」，簡稱「期望值」，以方程式表示為
{\displaystyle {\begin{aligned}\langle O\rangle &=\sum _{i}w_{i}\langle \psi ^{(i)}|{\hat {O}}|\psi ^{(i)}\rangle \\&=\sum _{i}\sum _{j}w_{i}\langle \psi ^{(i)}|e_{j}\rangle \langle e_{j}|{\hat {O}}|\psi ^{(i)}\rangle \\&=\sum _{i}\sum _{j}w_{i}\langle \psi ^{(i)}|e_{j}\rangle \langle e_{j}|\psi ^{(i)}\rangle O_{j}\\&=\sum _{i}\sum _{j}w_{i}|\langle \psi ^{(i)}|e_{j}\rangle |^{2}O_{j}\\\end{aligned}}} 。
對於一般可觀察量 {\displaystyle A} ，系縱平均值表示為
{\displaystyle {\begin{aligned}\langle A\rangle &=\sum _{i}w_{i}\langle \psi ^{(i)}|{\hat {A}}|\psi ^{(i)}\rangle \\&=\sum _{i}\sum _{j,k}w_{i}\langle \psi ^{(i)}|e_{j}\rangle \langle e_{j}|{\hat {A}}|e_{k}\rangle \langle e_{k}|\psi ^{(i)}\rangle \\&=\sum _{i}\sum _{j,k}w_{i}\langle e_{k}|\psi ^{(i)}\rangle \langle \psi ^{(i)}|e_{j}\rangle \langle e_{j}|{\hat {A}}|e_{k}\rangle \\&=\sum _{j,k}\rho _{kj}\langle e_{j}|{\hat {A}}|e_{k}\rangle \\&=Trace(\rho A)\\\end{aligned}}} ；
其中，{\displaystyle Trace(\rho A)} 是矩陣 {\displaystyle \rho A} 的跡數。
總結，
{\displaystyle \langle A\rangle =\mathrm {Trace} (\rho A)=\sum _{i}w_{i}\langle \psi _{i}|A|\psi _{i}\rangle =\sum _{i}w_{i}\langle A\rangle _{\psi _{i}}} ；
其中，{\displaystyle \langle A\rangle _{\psi _{i}}} 是對於量子態 {\displaystyle \psi _{i}} ，可觀察量 {\displaystyle A} 的期望值。

## 簡例
舉一個相當簡單的例子，假設 {\displaystyle {\hat {\Lambda }}} 是一個投影算符，則本徵值為 {\displaystyle 0} 或 {\displaystyle 1} 。這對應於一種「是非題」類型的物理實驗，這例子的期望值是實驗結果為 {\displaystyle 1} 的機率，可以計算為
{\displaystyle \langle \Lambda \rangle =|{\hat {\Lambda }}\psi |^{2}} 。

## 位置空間案例
採用位置空間表現，設想一個移動於一維空間的量子粒子。在這裏，希爾伯特空間是 {\displaystyle {\mathcal {H}}=L^{2}(\mathbb {R} )} ，是實值定義域的平方可積函數的空間。:11
波函數 {\displaystyle \psi (x)} 定義為
{\displaystyle \psi (x)\ {\stackrel {def}{=}}\ \langle x|\psi \rangle } ；
其中，{\displaystyle |x\rangle } 是位置算符 {\displaystyle {\hat {x}}} 的本徵態。
兩個態向量的內積是 
{\displaystyle \langle \psi _{1}|\psi _{2}\rangle =\int \psi _{1}^{*}(x)\psi _{2}(x)\,\mathrm {d} x} 。
對於任意量子態 {\displaystyle \psi } ，可觀察量 {\displaystyle x} 的期望值為
{\displaystyle \langle x\rangle \ {\stackrel {def}{=}}\ \langle \psi |{\hat {x}}|\psi \rangle } 。
位置算符 {\displaystyle {\hat {x}}} 作用於量子態 {\displaystyle |\psi \rangle } 的結果，表現於位置空間，等價於波函數 {\displaystyle \psi (x)} 與 {\displaystyle x} 的乘積，所以，
{\displaystyle \langle x\rangle =\int _{-\infty }^{\infty }\psi ^{\ast }(x)\,x\,\psi (x)\,\mathrm {d} x=\int _{-\infty }^{\infty }x\,|\psi (x)|^{2}\,\mathrm {d} x} 。
粒子處於 {\displaystyle x} 與 {\displaystyle x+dx} 微小區間內的機率是
{\displaystyle p(x)\mathrm {d} x=\psi ^{*}(x)\psi (x)\mathrm {d} x} 。
粒子位置與機率的乘積在位置空間的積分，就是粒子位置的期望值。
通常而言，對於可觀察量 {\displaystyle O} 的量子算符 {\displaystyle {\hat {O}}} ，假若能夠找到其表現於位置空間的位置算符 {\displaystyle {\hat {\mathfrak {O}}}} 的形式，就可以計算出 {\displaystyle O} 的期望值。例如，表現於位置空間的動量算符 {\displaystyle {\hat {\mathfrak {P}}}} 的形式為：
{\displaystyle {\hat {\mathfrak {P}}}={\frac {\hbar }{i}}{\frac {\mathrm {d} }{\mathrm {d} x}}} 。
所以，動量的期望值為
{\displaystyle \langle P\rangle ={\frac {\hbar }{i}}\int _{-\infty }^{\infty }\psi ^{*}(x)\,{\frac {d\psi (x)}{dx}}\,\mathrm {d} x} 。

## 參閱
- 維里定理
- 埃倫費斯特定理